# آنا باتريسيا بوتين
آنا باتريسيا بوتين سانز دي سوتيولا أوشيا (بالإسبانية: Ana Botín)‏ وتعرف اختصارا آنا بوتين (4 أكتوبر 1960)، هي مصرفية إسبانية. في 10 سبتمبر 2014 أصبحت الرئيسة التنفيذية لمجموعة سانتاندير، وبذلك أصبحت الجيل الرابع من عائلة بوتين الذي يتقلد هذا المنصب.
سنة 2005، صنفت بوتين في المركز ال99 كأقوى امرأة في العالم من طرف مجلة فوربس. وسنة 2009، صنفت في المركز 45. وفي فبراير 2013، صنفت ثالث أقوى امرأة في المملكة المتحدة من طرف راديو بي بي سي 4. وسنة 2010 صنفت في المرتبة العاشرة لأقوى النساء في العالم من طرف نفس المجلة فوربس. وسنة 2017 ارتفعت إلى المرتبة التاسعة.

## حياتها المبكرة
بوتين هي ابنة المصرفي الإسباني إيميليو بوتين، الذي كان الرئيس التنفيذي لمجموعة سانتاندير. تلقت بوتين تعليمها في مدرسة سانت ماري، بأسكوت. ودرست الاقتصاد كلية برين ماور.

## مشوارها
عملت في جي بي مورجان في الولايات المتحدة الأمريكية ل8 سنوات. وسنة 1988، عادت إلى إسبانيا وبدأت العمل في مجموعة سانتاندير. سنة 2002، أصبحت الرئيسة التنفيذية للبنك الإسباني
بانيستو.
في نوفمبر 2010، خلفت أنتونيو هورتا أوسوريو في الرئاسة التنفيذية لبنك سانتاندير في المملكة المتحدة.
سنة 2013، عينت مديرة لشركة كوكا كولا.
في سبتمبر 2014، عينت الرئيسة التنفيذية لمجموعة سانتاندير، وأصبحت تمثل الجيل الرابع من عائلة بوتين الذي يتقلد هذا المنصب.

## حياتها الشخصية
سنة 1983، تزوجت بزميلها المصرفي غويليرمو مورينيس مارياتيغي، ولديهم 3 أبناء، فيليب، خافيير، وبابلو. في ديسمبر 2015، حصلت على وسام الإمبراطورية البريطانية رتبة السيدة القائد لخدماتها في القطاع المالي البريطاني.